# Dinar sudanês

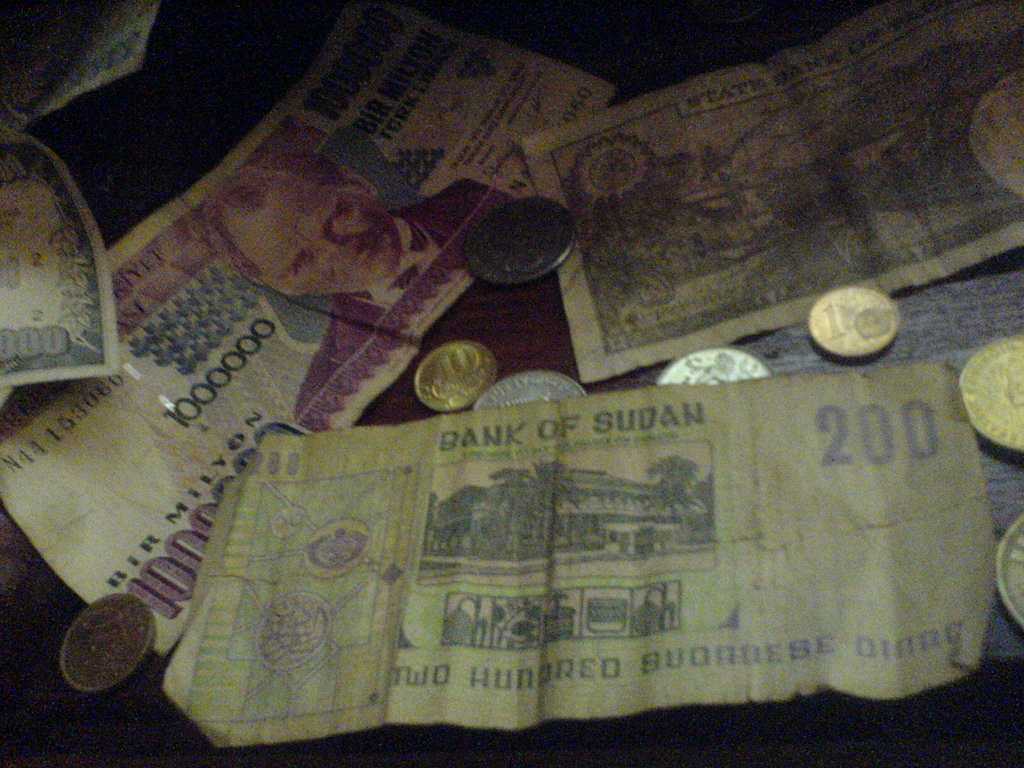
Nota de 200 DInar do Sudão.

O Dinar sudanês foi a moeda do Sudão entre 1992 e 2007. Seu código ISO 4217 era "SDD" e não tinha subdivisão oficial. Substituiu a primeira libra sudanesa e, por sua vez, foi substituída pela segunda libra sudanesa .

## História
O dinar substituiu a primeira libra sudanesa (SDP) em 8 de junho de 1992, à taxa de SD 1 = £S,10. Em 10 de janeiro de 2007, uma segunda libra sudanesa (SDG) foi introduzida a uma taxa de 1 libra = 100 dinares. Segundo o Banco do Sudão, o dinar deveria ter parado de circular após um período de transição de seis meses. A libra e o dinar deveriam ser aceitos como moeda legal lado a lado durante o período de seis meses, mas os cheques seriam descontados em libras dos bancos comerciais . O Banco do Sudão começou a distribuir a nova moeda aos bancos comerciais e enviou remessas de notas para o sul em 2007.  Esta segunda libra sudanesa tornou-se a única moeda legal a partir de 1 de julho de 2007.

## Moedas
As moedas foram cunhadas em denominações de SD 1⁄4, SD 1⁄2, SD 1, SD 2, SD 5, SD 10, SD 20 e SD 50 (as duas menores denominações parecem ter sido arquivadas antes de serem emitidas). Ocorreu uma redução no tamanho, com as moedas de 2001-2003 sendo geralmente menores que as moedas de 1994-99. Uma fonte  indica que SD bimetálico 50 e SD 100 moedas foram planejadas, mas esse plano foi arquivado por causa da introdução da segunda libra. Veja abaixo para mais detalhes.

## Taxa de câmbio
Taxa em relação ao dólar 1.995–2.004. (Ver tarifas históricas)